# Ivan Sànchez i Rodríguez
Ivan Sànchez i Rodriguez (Berga, 3 d’abril de 1982) és un polític català, alcalde de Berga des de 2021.

## Biografia
Treballador del Museu de les Mines de Cercs, va estudiar història a la Universitat de Lleida i, posteriorment, comunicació audiovisual a la Universitat de Barcelona. Va accedir a l'alcaldia el juliol de 2021 després que la seva antecessora, Montse Venturós, renunciés al càrrec per una depressió. Abans, havia exercit de primer tinent d'alcalde de la capital berguedana.
Està vinculat al teixit associatiu de la ciutat, formant part de la comparsa dels Gegants de la Patum, la Bauma dels Encantats, l'Erol, el Centre de Recerca de Berguedà, activitats per la recuperació de la memòria històrica.
A les eleccions municipals de 2023 revalidà el títol d'Alcalde.